# 한상범 (기업인)
한상범(1955년 ~ )은 대한민국의 기업인이자 2018년 현재 LG디스플레이 대표이사 부회장이다.

## 개요
1982년 LG반도체에 입사해서 2012년 1월 LG디스플레이 대표이사가 되었으며, 2016년 1월 부회장으로 승진했다.

## 학력
- 용산고등학교 26기 졸업
- 연세대학교 요업공학과 학사
- 미국 스티븐스 공과대학교 공과대학원 금속공학과 공학석사
- 미국 스티븐스 공과대학교 공과대학원 재료공학과 공학박사

## 경력
- 1982년 1월 : LG반도체
- 1995년 1월 : LG반도체 초정밀분석실
- 1996년 1월 : LG반도체 공정기술개발그룹
- 2001년 12월 : LG디스플레이 생산기술센터장
- 2004년 1월 : LG디스플레이 P5공장 공장장, 상무
- 2006년 1월 : LG디스플레이 패널센터 센터장, 부사장
- 2007년 1월 : LG디스플레이 IT사업부장, 부사장
- 2010년 1월 : LG디스플레이 TV사업본부장, 부사장
- 2012년 1월 : LG디스플레이 대표이사, 부사장
- 2013년 1월 : LG디스플레이 대표이사, 사장
- 2015년 3월 ~ 2018년 3월 : 제6대 한국디스플레이산업협회 회장
- 2016년 1월 ~ : LG디스플레이 대표이사, 부회장